# Mirandol-Bourgnounac

Mirandol-Bourgnounac este o comună în departamentul Tarn din sudul Franței. În 2009 avea o populație de 1.077 de locuitori.

## Evoluția populației
| An        | 1975  | 1982  | 1990  | 1999  | 2006  | 2009  |
| --------- | ----- | ----- | ----- | ----- | ----- | ----- |
| Populație | 1.091 | 1.095 | 1.110 | 1.081 | 1.060 | 1.077 |